# Rodrick Rhodes
Rodrick Rhodes (ur. 24 września 1973 w Jersey City) – amerykański koszykarz, występujący na pozycjach obrońcy oraz skrzydłowego, trener koszykarski.

## Osiągnięcia
NCAA
- Finalista NCAA (1993)[1]
- Pac-12 Newcomer of the Year (Fred Hessler Award – 1997)[2]
- Zaliczony do składów[3]:
  - SEC All-Freshman (1993)
  - All-SEC 3rd Team (1994)
  - All-SEC 2nd Team (1995)

NBA
- Uczestnik Rookie Challenge (1998)[2]